# Megumi Toyoguchi
Megumi Toyoguchi (japanska: 豊口 めぐみ?, Toyoguchi Megumi), född 2 januari 1978 i Machida, är en japansk röstskådespelerska och radiopersonlighet som representeras av agenturen 81 Produce.
Några av hennes mest kända roller är Yao Sakurakouji i Miami Guns, Ran Kotobuki i Super Gals!, Winry Rockbell i Fullmetal Alchemist (första anime-serien), Sei Sato i Maria-sama ga Miteru, Revy i Black Lagoon, Hikari (Dawn) i Pokémon, och Eren Kurokawa i Suite Precure. Inom spelvärlden har hon gjort röster till bland annat Paine i Final Fantasy X-2, Rosie i Valkyria Chronicles, Yukari Takeba i Persona 3 (Toyoguchi spelar Takeba även i filmerna baserade på Persona 3) och Aqua från Kingdom Hearts Birth by Sleep.

## Biografi
Toyoguchi föddes 2 januari 1978 i Machida i Tokyo prefektur Från grundskolan till gymnasiet var hon mycket intresserad av anime så som Dragon Ball. Hon blev ett fan av Tōru Furuya som gjorde rösten till Yamcha. Under sin högstadietid började Toyoguchi intressera sig för röstskådespeleri.
Toyoguchi började sin karriär som röstskådespelerska 1998, när hon var tjugo år gammal och gjorde rösten till Alice i Alice SOS.
2016 utsåg Anime-Now.com henne till en av de fem bästa röstskådespelarna det året med motiveringen att "hennes energi och känslor gör hennes karaktärer till de de är."

## Privatliv
Toyoguchi meddelade i slutet av 2016 att hon var gift och gravid. Hon tog då en paus för att förbereda sig på att föda barn. Hon är mycket intresserad av teater.